# Діастема (геологія)
Діастема (рос. диастема, англ. diastem, англ. non-sequence; нім. Sedimentationslücke f, Schlichtlücke f) — у геології — короткочасна перерва у стратиграфічній послідовності відкладів без ерозії або з невеликим розмивом перед відновленням осадонакопичення. Д. часто встановлюється лише за палеонтологічними даними.